# Dactylopusiidae
Dactylopusiidae é uma família de copépodes pertencentes à ordem Harpacticoida.
Géneros:
- Dactylopodopsis Sars, 1911
- Dactylopusia Norman, 1903
- Dactylopusioides Brian, 1928
- Diarthrodes Thomson, 1883
- Paradactylopodia Lang, 1944
- Sewelliapusia Huys, 2009